# Nesle-Normandeuse

Nesle-Normandeuse este o comună în departamentul Seine-Maritime, Franța. În 1 ianuarie 2022 avea o populație de 498 de locuitori.